# 克斯廷·贝伦特
克斯廷·贝伦特（德語：Kerstin Behrendt，1967年9月2日—），德国前女子田径运动员，主攻短跑。她曾代表东德参加1988年夏季奥林匹克运动会田径比赛，获得女子4×100米接力银牌。